# Valtířov (Nový Kramolín)
Valtířov (německy Waltersgrün) je zaniklá vesnice v okrese Domažlice v Českém lese. Obec se nacházela v údolí Mlýneckého potoka mezi vrchem Modřínovec a hřebenem Škarmanky. Nejbližšími osadami bývaly Skláře a Nuzarov, dnes již též zaniklé. Nejbližším dosud obývaným sídlem je asi 2 km vzdálená osada Vranov.
Katastrální území Valtířov u Nového Kramolína patří k obci Nový Kramolín.

## Historie
Valtířov patřil k nejstarším sídlům v Českém lese – první písemná zmínka o vsi pochází již z 12. století. Je doloženo, že před rokem 1186 získalo ves pražské biskupství. V průběhu 14. století přešla ves do majetku nedalekého pivoňského kláštera. Roku 1537 je Valtířov uváděn jako pustý, což mohl být důsledek husitských válek, a k obnově vsi na jejím starém půdorysu došlo až kolem roku 1695. Kolem roku 1757 zde bylo evidováno 111 obyvatel, v roce 1839 to bylo již 334 obyvatel a v roce 1930 zde žilo 273 obyvatel, z nichž se 264 hlásilo k německé národnosti a 9 k československé.
Po druhé světové válce došlo nejprve k odsunu německého obyvatelstva a poté se obec stala součástí pohraničního pásma, čímž se Valtířov stal opět pustou vsí. Po roce 1954 byla většina domů rozebrána na stavební materiál, když ves získaly Československé státní statky v Horšovském Týně.

## Obyvatelstvo
Při sčítání lidu v roce 1921 zde žilo 332 obyvatel, z toho 327 obyvatel německé národnosti a pět Čechoslováků. Všichni obyvatelé se hlásili k římskokatolické církvi.
| Rok            | 1869 | 1880 | 1890 | 1900 | 1910 | 1921 | 1930 | 1950 | 1961 | 1970 | 1980 | 1991 | 2001 | 2011 |
| -------------- | ---- | ---- | ---- | ---- | ---- | ---- | ---- | ---- | ---- | ---- | ---- | ---- | ---- | ---- |
| Počet obyvatel | 363  | 313  | 344  | 370  | 375  | 332  | 273  | 6    | –    | –    | –    | –    | –    | –    |
| Počet domů     | 53   | 55   | 55   | 56   | 57   | 59   | 61   | 63   | –    | –    | –    | –    | –    | –    |

## Současnost
Do současnosti se zachoval pouze rybník v místě bývalé návsi. V jeho okolí jsou místy patrné základy domů, obnovený kovový kříž a kamenný česko-německý památník.
Jedinou zachovalou stavbou, která kdysi náležela k obci, je Oslí Mlýneček (německy Eselmühle), ležící cca 1 km jihovýchodně od bývalé návsi, při pěší cestě do Postřekova.